# Grammy Award for Best Hard Rock/Metal Performance
Der Grammy Award for Best Hard Rock/Metal Performance, auf Deutsch „Grammy-Award für die beste Hard-Rock/Metal-Darbietung“, war ein Musikpreis, der 2012 und 2013 bei den jährlich stattfindenden Grammy Awards verliehen wurde. Der Preis ging an Künstler für neue Gesang- oder Instrumental-Soli sowie Duett- oder Band-Darbietungen aus den Bereichen Hard Rock und Metal.

## Hintergrund und Geschichte
Zum Grammy Award for Best Hard Rock/Metal Performance wurden die bis 2011 verliehenen Grammies für Best Hard Rock Performance, Best Metal Performance und Best Rock Instrumental Performance zusammengelegt, ehe der Preis ab 2014 wieder einer eigenen Kategorie Best Metal Performance für Metal und der Kategorie Best Rock Performance für Hard Rock zugeordnet wurde.

## Gewinner und nominierte Künstler
| Jahr                  | Künstler / Band | Nationalität       | Werk                 | Weitere nominierte Künstler | Bilder der Künstler |
| --------------------- | --------------- | ------------------ | -------------------- | --- | ------------------- |
| 2012 12. Februar 2012 | Foo Fighters    | Vereinigte Staaten | White Limo           | - Dream Theater – On the Backs of Angels - Mastodon – Curl of the Burl - Megadeth – Public Enemy No. 1 - Sum 41 – Blood in My Eyes                           | Foo Fighters, 2009  |
| 2013 10. Februar 2013 | Halestorm       | Vereinigte Staaten | Love Bites (So Do I) | - Anthrax – I'm Alive - Iron Maiden – Blood Brothers - Lamb of God – Ghost Walking - Marilyn Manson – No Reflection - Megadeth – Whose Life (Is It Anyways?) | Halestorm, 2009     |

## Belege
1. ↑  Awards Category Comparison Chart. (PDF, 80 kB) National Academy of Recording Arts and Sciences, S. 1, archiviert vom Original am 16. Mai 2011; abgerufen am 8. April 2011.  Info: Der Archivlink wurde automatisch eingesetzt und noch nicht geprüft. Bitte prüfe Original- und Archivlink gemäß Anleitung und entferne dann diesen Hinweis.